# Lijst van autosnelwegen in Zuid-Afrika

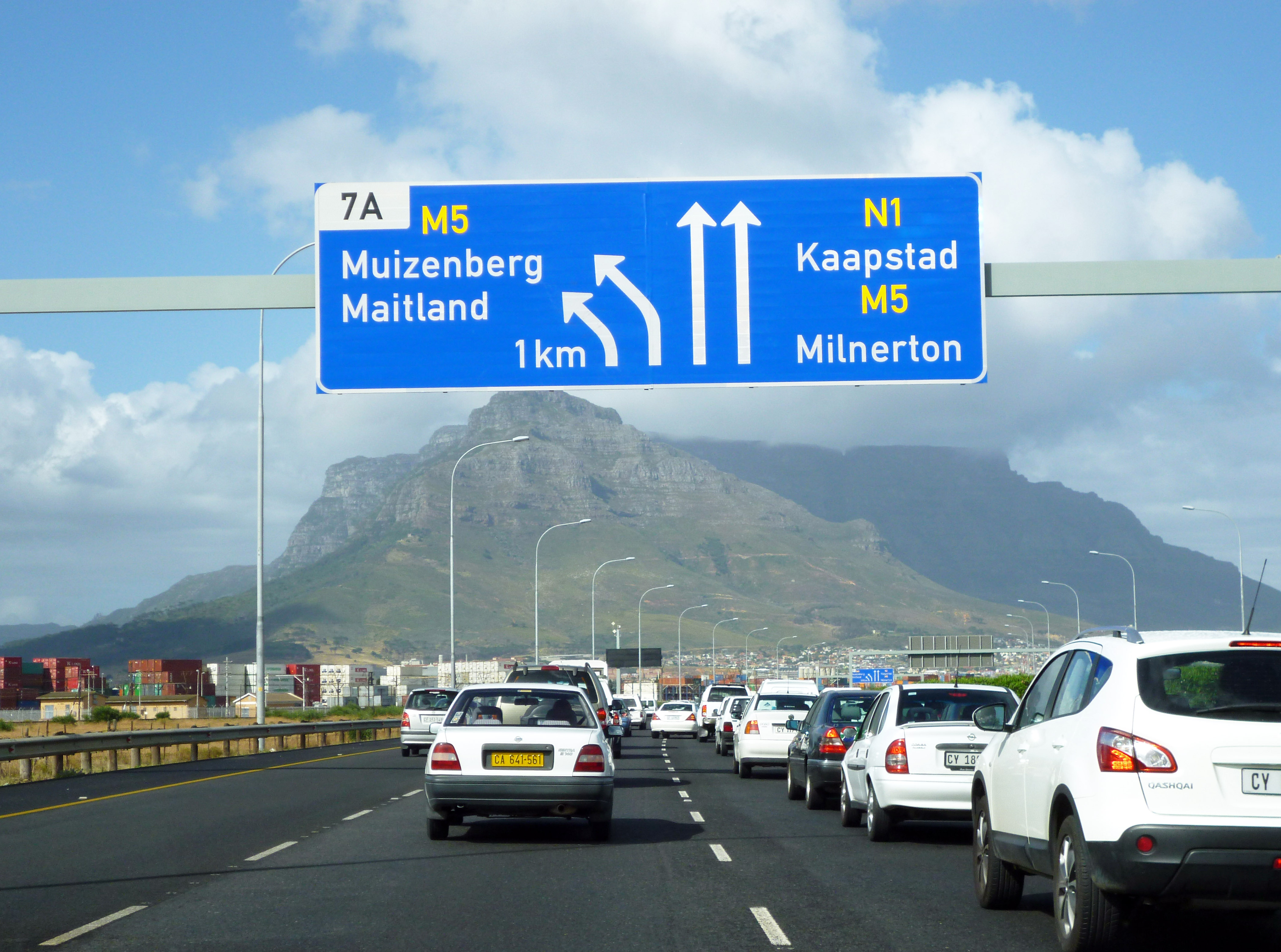
De N1 in Kaapstad

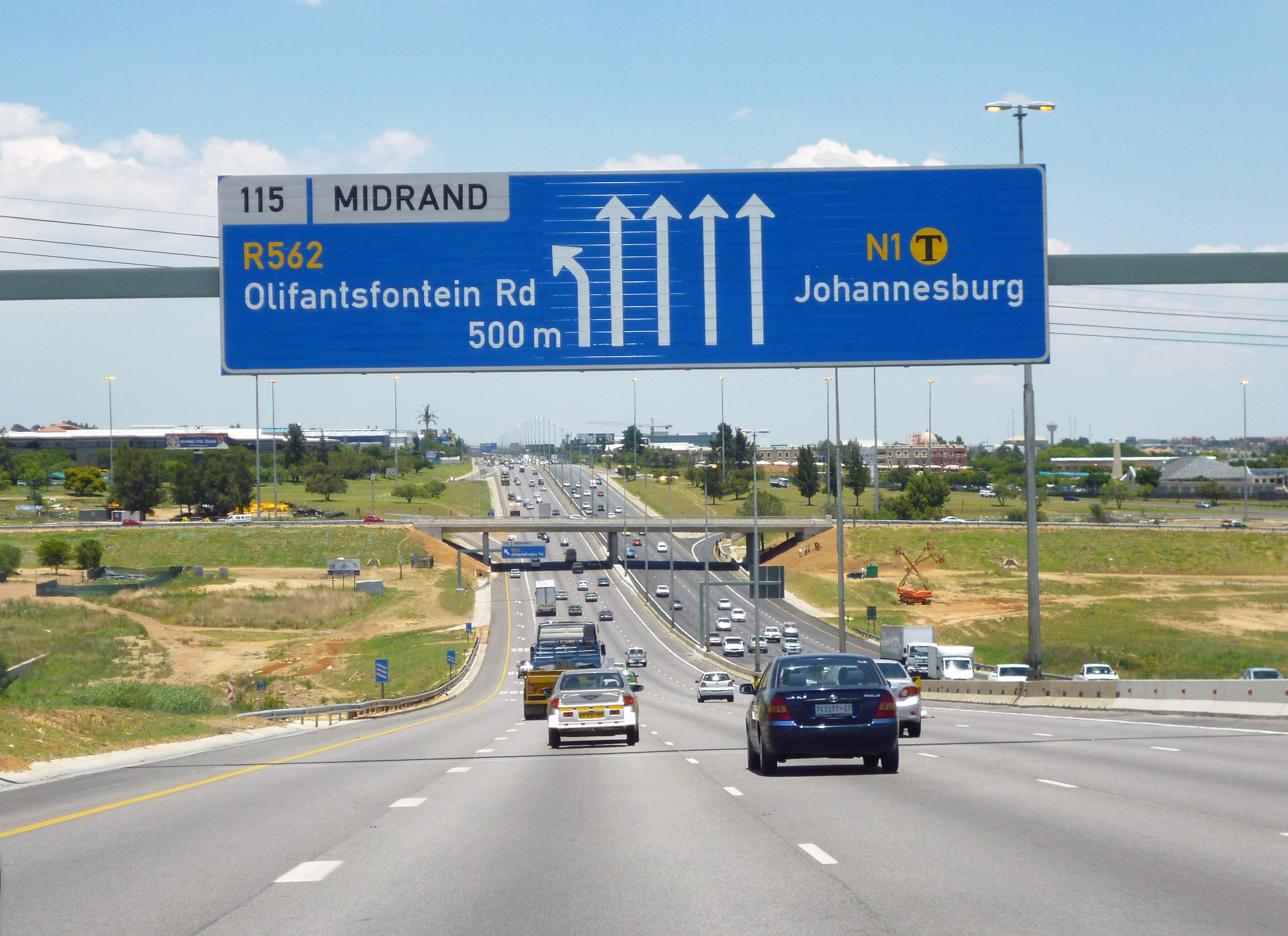
De N1 tussen Pretoria en Johannesburg

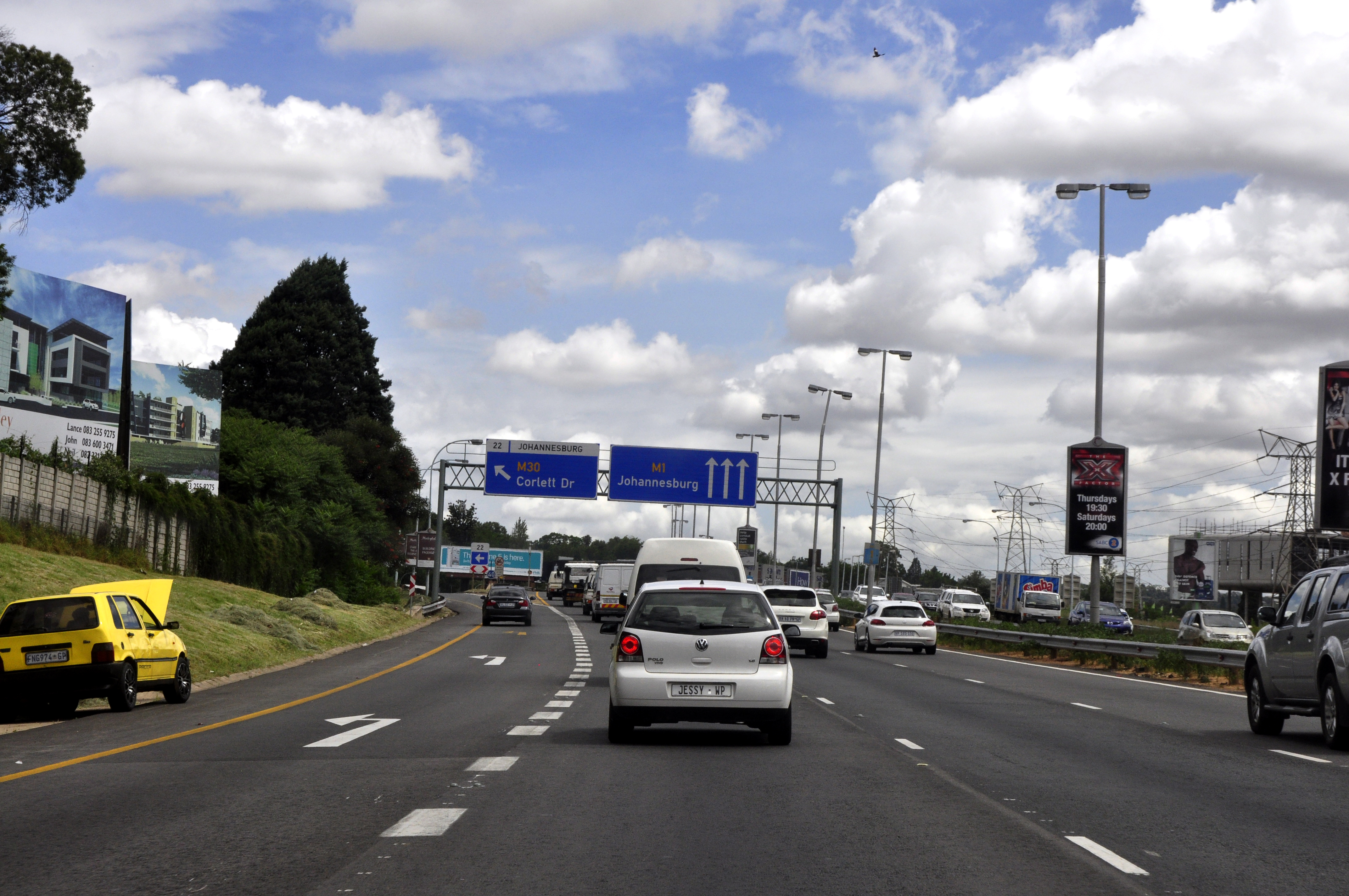
De M1 in Johannesburg

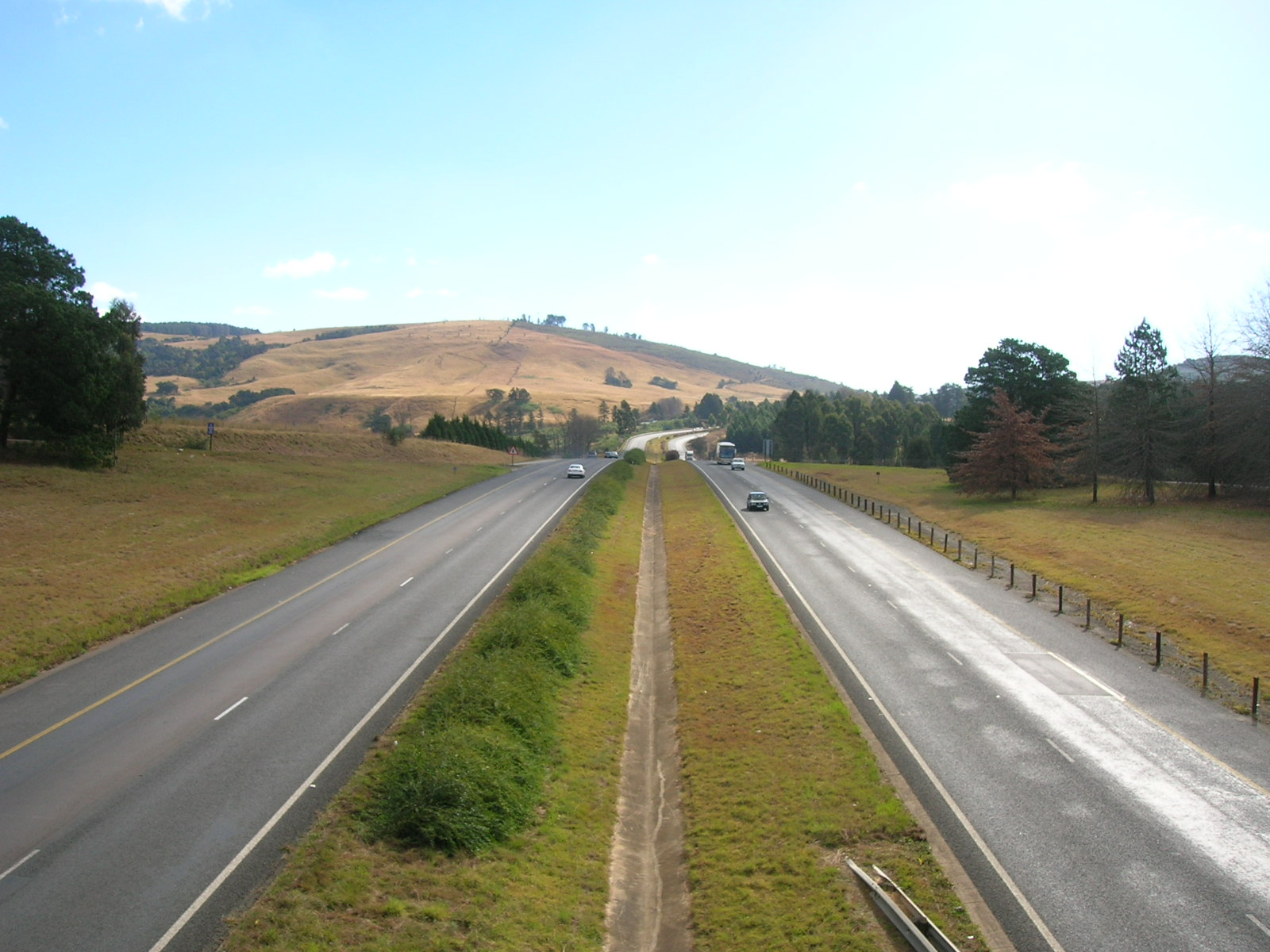
De N3

Hieronder volgt een lijst van autosnelwegen (Engels: motorway/freeway, Afrikaans: deurpad) in Zuid-Afrika.
Het autosnelwegnet van Zuid-Afrika omvat vooral snelwegen rond Kaapstad, Johannesburg/Pretoria (en Gauteng) en Durban. Het autosnelwegnet omvat verschillende wegklassen: national roads (N), provincial roads en regional routes (R) en metropolitan roads (M). Slechts een deel van de national roads werd uitgebouwd tot autosnelweg, beide netwerken overlappen dus maar voor een klein deel.
Rond Kaapstad:
- M3 - Een weg van 16 kilometer door de agglomeratie Kaapstad.[1]
- M5 - Een weg (waarvan 13 kilometer als snelweg) van de N1 tot Muizenberg.
- M7 - Een weg (waarvan 4 kilometer als snelweg) als noord-zuidroute door oost-Kaapstad.
- R300 of Kuils River Freeway of Cape Flats Freeway- Een ringweg van 22 kilometer om Kaapstad.

Rond Johannesburg:
- R21 - Een weg (waarvan 45 kilometer snelweg) van Pretoria naar Vosloorus.
- R24 - Een weg (waarvan 12 kilometer snelweg) rond Johannesburg.
- R59 - Een weg als snelweg uitgebouwd over 60 kilometer tussen Vereeniging en Alberton[2]
- R80 - Een weg van 24 kilometer tussen Pretoria en de township Soshanguve.
- M1 of De Villiers Graaff motorway - Een weg van 29 kilometer lang van noord naar zuid door Johannesburg.[3]
- M2 of François Oberholzer Freeway - Een weg van 12 kilometer lang van oost naar west door Johannesburg.

Rond Durban:
- M4 - Een weg van 25 kilometer door de agglomeratie Durban.[4]

Nationale wegen:
- N1: snelwegdelen van 415 kilometer in Kaapstad, rond Bloemfontein, bij Kroonstad (Zuid-Afrika), en door de steden Johannesburg-Pretoria.[5][6]
- N2: snelwegdelen van 574 kilometer in Kaapstad, bij Mosselbaai, rond Port Elizabeth en East London, rond Durban.
- N3: snelwegdelen van 463 kilometer tussen Durban en Ladysmith en tussen Warden en Sandton.
- N3: snelwegdeel van 154 kilometer tussen Pretoria en Middelburg.[7]
- N7: snelwegdeel van 50 kilometer rond Kaapstad.[8]
- N12: snelwegdeel van 169 kilometer tussen Soweto en Witbank.
- N14: snelwegdeel van 37 kilometer rond Pretoria.
- N17: snelwegdeel van 40 kilometer rond Johannesburg.